# Ochagavia
Ochagavia Phil. é um género botânico pertencente à família Bromeliaceae, subfamília Bromelioideae.
É um gênero cujas quatro espécies são endêmicas nas regiões central e sul do Chile.
O gênero foi nomeado em homenagem a Sylvestris Ochagavia, ministro da educação Chileno (1853-54)

## Espécies
- Ochagavia andina  (R. A. Philippi) Zizka, Trumpler & Zoellner
- Ochagavia carnea (Beer) L.B.Smith & Looser
- Ochagavia chamissonis (Mez) L.B.Smith & Looser
- Ochagavia elegans R.Philippi
- Ochagavia litoralis (R. A. Philippi) Zizka, Trumpler & Zoellner